# حسين أباد (باغستان)
حسین أباد (بالفارسية: حسین‌آباد) هي منطقة سكنية تقع في إيران في فارس. يقدر عدد سكانها بـ 22 نسمة .